# H. A. Sinclair de Rochemont

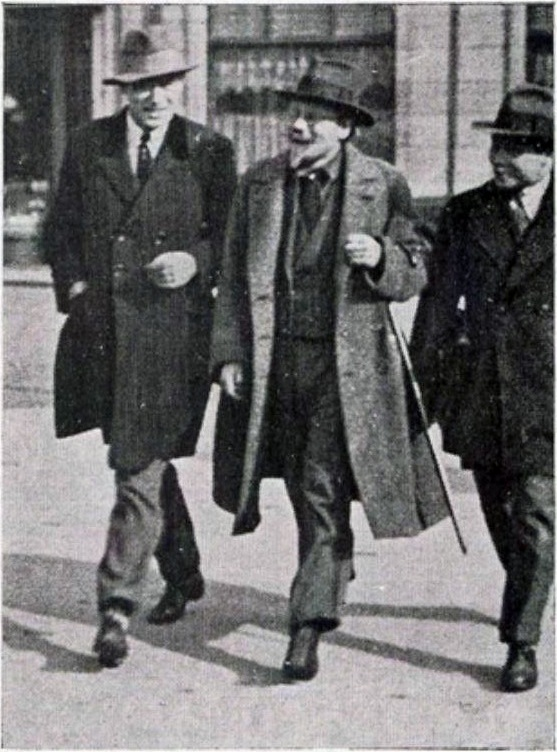
Ernst Michel, Erich Wichmann und Sinclair de Rochemont (unbekannter Fotograf, unklare Urheberrechte, vor 1929)

Hugues Alexandre Sinclair de Rochemont (* 6. Januar 1901 in Hilversum; † 13. März 1942 nahe Grisi, Sowjetunion) war ein niederländischer Faschist und Kollaborateur mit den Deutschen während des Zweiten Weltkriegs.
Während seines Studiums der  Indologie an der  Universität Leiden lernte er den rechten Professor Gerardus Johannes Petrus Josephus Bolland kennen und gründete 1924 zusammen mit Alfred Haighton die erste faschistische Partei des Landes, den Verbond van Actualisten. Diese Gruppierung stellte sich 1925 zur Wahl und bekam nur 0,08 % der Wählerstimmen.
Daneben war er als Journalist für De Vaderlander tätig. 1927 begann er mit der Herausgabe des De Bezem (Der Besen), einem faschistischen Journal, das sich an Angehörige der Arbeiterklasse richtete. 1930 beendete er die Zusammenarbeit mit Haighton.
Er tat sich mit dem Belgier Joris Van Severen zusammen. Er trat 1940 der niederländischen Nationalen Front und der Nationaal-Socialistische Nederlandsche Arbeiderspartij bei.
Sinclair meldete sich freiwillig zur niederländischen Waffen-SS und starb an der Ostfront in der Nähe von Grisi in der Sowjetunion.